# Libanoni melkita keresztények
A libanoni melkita keresztények azok a libanoniak, akik tagjai a melkita görögkatolikus egyháznak Libanonban, amely a harmadik legnagyobb keresztény csoport a maroniták és az antióchiai görög ortodoxok után.  
Libanonban a melkita keresztények száma becslések szerint a népeeség 5%-ára tehető, ám pontos adattal nem rendelkeznek, mert Libanonban 1932 óta nem végeztek népszámlálást.
A Nemzeti Paktum értelmében - amely Libanon különböző vallási és népcsoportjainak ír elő képviseletet és hatalom megosztást - a Libanoni Parlamentben 18 mandátum van a melkita keresztényeknek fenntartva. 

## Híres libanoni melkita keresztények
- André Haddad
- Nazsva Karam
- Shakira
- Marwan Fares
- Majida El Roumi - libanoni-egyiptomi származású szopránénekesnő, ENSZ jószolgálati nagykövet
- John Elya
- Peter IV Geraigiry - melkita pátriárka
- Saad Haddad
- Marie Keyrouz
- Wael Kfoury
- Amin Maalouf
- Henri Philippe Pharaoun
- Michel Pharaon
- Joseph Raya
- Omar Sharif
- Charbel Nahas
- Jean Makaron
- Nicolas Osta